# 菲利波·甘纳
菲利波·甘纳（義大利語：Filippo Ganna，1996年7月25日—）是一名意大利男子场地和公路自行车运动员，2019年开始为天空车队效力。他曾在2016年、2018年、2019年和2020年获得世界场地自行车锦标赛男子个人追逐赛冠军。